# 长安镇 (绩溪县)
长安镇，是中华人民共和国安徽省宣城市绩溪县下辖的一个乡镇级行政单位。

## 行政区划
长安镇下辖以下地区：
镇头村、下五都村、浩寨村、梧川村、坦头村、马道村、大谷村、高杨村、庄团村和大源村。

## 文物古迹
长安镇辖境内拥有以下文物保护单位：
- 安徽省文物保护单位
  - 胡家村遗址（1-80，古遗址，长安镇庄团村，新石器时代）
  - 冯村进士坊（3-13，古建筑，长安镇冯村，明）
- 宣城市文物保护单位
  - 红军烈士墓（2017年公布，近现代重要史迹及代表性建筑，1936年，绩溪县长安镇镇头村）